# Zimzeleni javor
Zimzeleni javor (lat. Acer sempervirens) zimzeleno drvo iz porodice sapindovki. rašireno je po istočnom Mediteranu: Grčka, Kreta, Cikladi, Turska.

## Sinonimi
- Acer heterophyllum Willd.
- Acer humile Salisb.
- Acer orientale L.
- Acer willkommii Wettst.

- A. sempervirens, botanički vrt u barceloni
- A. sempervirens, list
- A. sempervirens

## Vanjske poveznice
|  | Zajednički poslužitelj ima još gradiva o temi Acer sempervirens |
|  | Wikivrste imaju podatke o taksonu Acer sempervirens             |